# Anastrolos
Anastrolos är ett släkte av fjärilar. Anastrolos ingår i familjen ädelspinnare.
Kladogram enligt Catalogue of Life:
| Anastrolos | \| \| Anastrolos apasta \| \| \| \| \| \| Anastrolos holopolia \| \| \| \| \| \| Anastrolos porphyrica \| \| \| \| \| \| Anastrolos zoristis \| \| \| \| |
|            | \| \| Anastrolos apasta \| \| \| \| \| \| Anastrolos holopolia \| \| \| \| \| \| Anastrolos porphyrica \| \| \| \| \| \| Anastrolos zoristis \| \| \| \| |
|            | Anastrolos apasta |
|            | |
|            | Anastrolos holopolia |
|            | |
|            | Anastrolos porphyrica |
|            | |
|            | Anastrolos zoristis |
|            | |